# Arctophila superbiens
Arctophila superbiens је инсект из реда двокрилаца (Diptera).

## Распрострањење
Ова врста је широко распрострањена у Европи, а у Србији се јавља искључиво на планинама у западном делу земље. У Србији је забележена на Копаонику, Голији, Јадовнику, Пештерској висоравни и др.

## Опис и станиште
Ово је бумбаролика и длакава осолика мува, средње велика. Полни диморфизам је слабо изражен и огледа се у одвојеношћу, тј. спојеношћу очију. Станиште ове врсте у Србији чине тресаве, влажне ливаде и рубови шума, на којима се често јављају биљке родова Scabiosa, Succisa и Knautia.

## Биологија
Животни циклус ове врсте није познат, мада се претпоставља да се ларве развијају у трулој органској материји у води. Одрасле јединке учестало посећују цветове розе или љубичасте боје, попут биљака родова Carduus, Cirsium, Knautia, Scabiosa и Succisa.